# P (латиница)
P, p — 16-я буква базового латинского алфавита, в латинском и большинстве языков называется «пэ», в английском и итальянском «пи».
Происходит от греческого пи (Π).
- В химии P — символ фосфора.
- В математике буквой P обозначают различные многочлены (полиномы) и связанные с ними понятия, прежде всего класс алгоритмов, время которых ограничено полиномом от объёма входной информации, и класс задач, решаемых такими алгоритмами; периметр многоугольника.
- В физике прописной буквой P обозначают следующие физические величины: давление, вес, мощность, вектор электрической поляризации, объёмную поляризацию, вероятность (плотность вероятности), матрицу плотности, тепловой поток, оператор перестановочной симметрии, пространственную чётность, поток звуковой энергии. Строчной буквой p обозначают следующие физические величины: давление, импульс (в том числе обобщённый импульс и 4-импульс), вероятность, электрический дипольный момент, численную концентрацию, населённость уровня. Кроме того, прописной буквой P обозначают единицу динамической вязкости СГС пуаз, кратную приставку СИ пета- (например, петаджоуль: PJ), спектральный терм с орбитальным моментом 1, примитивную кристаллическую решётку; строчной буквой p обозначают протон и состояние с орбитальным моментом 1, а также дольную приставку СИ пико- (например, пикоампер: pA), примитивную сверхрешётку и тип проводимости полупроводника, в котором основными носителями заряда являются дырки[1][2].
- В медицине буквой P обозначают один из витаминов.
- В экономике буквой P обозначают цену.

| Название по-русски: Пэ. Код НАТО: Papa (/pəˈpɑ/, [папа]). Азбука Морзе: ·−−· |                   |                                     |        |
| \| ● \| ● \| \| ● \| ○ \| \| ● \| ○ \| Шрифт Брайля                          | Семафорная азбука | Флаги международного свода сигналов | Амслен |
| ●                                                                            | ●                 |                                     |        |
| ●                                                                            | ○                 |                                     |        |
| ●                                                                            | ○                 |                                     |        |

## Некоторые производные символы и знаки
- ₱ — знак филиппинского песо
- ℘ — каллиграфическая строчная P, обозначение эллиптических функций Вейерштрасса
- ℗ — символ защиты авторских прав на фонограмму
- ♇ — символ Плутона
- ꟼ — зеркальное P использовалось в древнеримских текстах как сокращение от puella (девочка)[3]
- Ꝑ ꝑ, Ꝓ ꝓ, Ꝕ ꝕ — различные формы P, использовавшиеся в средневековых сокращениях[англ.][4]